# 庾沙彌
庾沙彌（478年—6世紀），潁川潁阴人，南北朝南齊、南梁人，因有孝行而聞名。東晉司空庾冰的六世孫，庾道愍的族孫；劉宋輔國長史、長沙內史庾佩玉之子，庾持之父。

## 生平
劉宋昇明年間父親被誅殺，他才出生，五歲時母親為他編織采衣，他怎麼都不肯穿著。母親問他因由，他哭著說：「家門遭到禍患，穿來有甚麼用！」庾沙彌長大後只吃素，從臨川王國左常侍起家，遷任中軍田曹行參軍。嫡母劉氏患上重病，他晝夜在旁侍奉，不能安睡，針灸前一定自己先試驗；劉氏去世，他多天不喝水漿，後來才喝大麥水和粥；喪事結束前不吃鹽醋，冬天不穿棉衣，夏天不脫下喪服，不離開廬戶，日夜號哭，鄰居都覺得不忍心；而他坐著的氈都被淚水沾濕至爛掉。劉氏的墳墓在新林，有百餘株旅松自然地生長旁邊，十分繁盛；劉氏生前喜歡吃甘蔗，庾沙彌自此不吃。。
族兄都官尚書庾詠上表他的孝行，梁武帝因此召見嘉獎，補任歙縣縣令，之後任職輕車將軍邵陵王蕭綸的參軍事，跟隨到會稽，不久因為生母逝世，回建康服喪，過浙江時遇上大風，船隻將要翻沉，庾沙彌抱著靈柩痛哭，突然大風靜止，別人認為是他的孝行感動了上天。服喪完畢，除授信威刑獄參軍，兼丹陽郡官職，遷轉為寧遠錄事參軍、司馬，外任長城縣令，之後去世。

## 引用
1. ↑  《宋書·卷十·本紀第十》：（昇明二年二月丙申）行湘州事任候伯殺前湘州行事庾佩玉，傳首京邑。
2. 1 2 3  《梁書·卷四十七·列傳第四十一》：庾沙彌，潁陰人也。晉司空冰六世孫。父佩玉，輔國長史、長沙內史，宋昇明中坐沈攸之事誅，沙彌時始生。年至五歲，所生母爲制采衣，輒不肯服。母問其故，流涕對曰：「家門禍酷，用是何爲！」旣長，終身布衣蔬食。起家臨川王國左常侍，遷中軍田曹行參軍。嫡母劉氏寢疾，沙彌晨昏侍側，衣不解帶，或應針灸，輒以身先試之。及母亡，水漿不入口累日，終喪不解衰絰，不出廬戶，晝夜號慟，鄰人不忍聞。墓在新林，因有旅松百餘株，自生墳側。
3. 1 2  《南史·卷七十三·列傳第六十三》：庾道愍，潁川鄢陵人，晉司空冰之玄孫也。……族孫沙彌亦以孝行著。沙彌，晉司空冰之六世孫也。父佩玉，仕宋位長沙內史，升明中，坐沈攸之事誅。時沙彌始生。及年五歲，所生母為制采衣，輒不肯服。母問其故，流涕對曰：「家門禍酷，用是何為？」及長，終身布衣蔬食。為中軍田曹行參軍。嫡母劉氏寢疾，沙彌晨昏侍側，衣不解帶。或應針灸，輒以身先試。及母亡，水漿不入口累日。初進大麥薄飲，經十旬方為薄粥。終喪不食鹽酢，冬日不衣綿纊，夏日不解衰絰。不出廬戶，晝夜號慟，鄰人不忍聞。所坐薦，淚沾為爛。墓在新林，忽生旅松百許株，枝葉鬱茂，有異常松。劉好噉甘蔗，沙彌遂不食焉。
4. 1 2  《梁書·卷四十七·列傳第四十一》：族兄都官尚書詠表言其狀，應純孝之舉，高祖召見嘉之，以補歙令。還除輕車邵陵王參軍事，隨府會稽，復丁所生母憂。喪還都，濟浙江，中流遇風，舫將覆沒，沙彌抱柩號哭，俄而風靜，蓋孝感所致。服闋，除信威刑獄參軍，兼丹陽郡□□□累遷寧遠錄事參軍，轉司馬。出爲長城令，卒。
5. 1 2  《南史·卷七十三·列傳第六十三》：宗人都官尚書詠表言其狀，應純孝之舉，梁武帝召見嘉之，以補歙令。還除輕車邵陵王參軍事，隨府會稽，復丁所生母憂，喪還都，濟浙江，中流遇風，舫將覆沒。沙彌抱柩號哭，俄而風靜，咸以為孝感所致。後卒于長城令。子持。

## 延伸阅读
[在维基数据编辑]
 《梁書/卷47》，出自姚思廉《梁書》